# New York (Glee)
«New York» es el vigésimo segundo episodio de la segunda temporada de la serie de televisión estadounidense Glee y el cuadragésimo cuarto de su cómputo general. Fue emitido por la cadena Fox en Estados Unidos el 24 de mayo de 2011. Jonathan Groff, Charice Pempengco y Cheyenne Jackson reaparecerán por tercera vez como artistas invitados. Patti LuPone se interpreta a sí misma. La trama del episodio se centra en el viaje de New Directions a Nueva York para competir en el concurso nacional de coros.
El episodio y las actuaciones musicales que presentó recibieron críticas mixtas. Si bien varias escenas fueron elogiadas, incluyendo el epílogo tras el regreso del club a Lima, Ohio, los críticos criticaron duramente que New Directions llegara a Nueva York sin escribir las canciones para la competencia, considerándolo completamente ilógico. Las canciones originales en la competencia generaron opiniones muy diversas, al igual que la mayoría de las versiones. Se interpretaron cinco canciones originales y cinco versiones, todas menos una lanzadas como sencillos; tres de las originales y dos de las versiones entraron en la lista Billboard Hot 100. Tras su primera emisión, este episodio fue visto por 11,80 millones de espectadores estadounidenses y obtuvo una cuota en pantalla de 4,6/11 en Nielsen en el grupo demográfico de 18 a 49 años. La audiencia total y las calificaciones de este episodio aumentaron significativamente con respecto al episodio anterior, «Funeral».

## Resumen
El club de coro de McKinley High School, New Directions, viaja a Nueva York para competir en el concurso de las Nacionales. El director del Club Glee, Will Schuester (Matthew Morrison) les da como tarea a los estudiantes la de escribir dos canciones originales, luego se va a hacer un recado. Después de pasar horas tratando de componer música, su creación solo es "My Cup" por Brittany (Heather Morris), Artie (Kevin McHale), y Puck (Mark Salling). Buscando la inspiración fresca para sus composiciones, exploran la ciudad, ya que hacen un mash-up de "I Love New York" y "New York, New York".
Mientras tanto, Will ha estado visitando el teatro donde esta la obra CrossRhodes, el musical de April Rhodes (Kristin Chenoweth). Se lleva a cabo "Still Got Tonight" desde el escenario. Cuando Will regresa, se encuentra con que el coro se ha visto sacudido después de enterarse de sus planes de Broadway por Dustin Goolsby (Cheyenne Jackson), el entrenador del club rival Adrenalina Vocal. Él les asegura que él ahora ha cumplido su sueño de cantar en un escenario de Broadway, y decide quedarse con New Directions.
Animado por sus compañeros del Club Glee, Finn (Cory Monteith) cita a Rachel en el Central Park. Los dos disfrutan de una cena en Sardi donde se encuentran con Patti LuPone. La cita llega a su fin con Puck, Artie, Sam (Chord Overstreet) y Mike (Harry Shum Jr.) cantando una serenata a los dos con "Bella Notte", Rachel se siente desgarrada entre Finn y sus sueños de estar en Broadway, y se niega a darle un beso. A la mañana siguiente, después del desayuno en Tiffany, Rachel y Kurt (Chris Colfer) se cuelan en el escenario de la obra de Wicked y cantan a dúo "Para Siempre". Rachel se da cuenta de que su verdadero amor es Broadway y se comprometen a regresar a Nueva York para la universidad.
En las Nacionales, Rachel se encuentra con una nerviosa Sunshine Corazón (Charice Pempengco). Ella se disculpa por haber hecho que no se sienta bienvenida en la escuela McKinley, y admite que estaba celosa de su talento. Ella ofrece su apoyo a Sol, y tranquiliza a ella como ella se abre de Vocal Adrenaline con "As Long As You're There".
El conjunto de New Directions interpreta junto a Rachel y Finn la canción, "Pretender", y un público entusiasta se queda en silencio, cuando los dos se besan en el final de la interpretación. El club de coro cierra con "Light Up the World" y recibe una ovación de pie. Un celoso Jesse St. James (Jonathan Groff) se enfrenta a Finn después de la actuación, y afirma que el beso no fue profesional y que les va a costar el campeonato. New Directions no es uno de los diez grupos nombrados para pasar a la final al día siguiente, y termina en la duodécima posición de los cincuenta coros de la competencia.
De vuelta de New York, Kurt narra sus experiencias en la ciudad a Blaine (Darren Criss), y se profesan su amor el uno al otro. Se reveló que Sam y Mercedes (Amber Riley) están saliendo en secreto. Santana (Naya Rivera) y Brittany reafirman su amistad, y Brittany le dice a Santana que la ama más de lo que ella ha amado a nadie. Rachel se encuentra con Finn y los dos contemplan su beso en las Nacionales, Finn le recuerda que aún tiene un año hasta la graduación y la besa.

## Producción

### Rodaje
Brad Falchuk, cocreador y productor ejecutivo de Glee, dirigió «New York». El rodaje, que normalmente tiene lugar en los Estudios Paramount de Los Ángeles (California), se trasladó a la ciudad de Nueva York entre los días 25 y 29 de abril de 2011.
El día 25 por la mañana, Dianna Agron, Ashley Fink, Lea Michele, Heather Morris y Jenna Ushkowitz filmaron una de las secuencias que componen la escena de la interpretación de «New York, New York/I Love New York» en las gradas de las taquillas TKTS, en el cruce de la Calle 47 y Broadway. Por la tarde, los miembros del reparto Darren Criss, Kevin McHale, Cory Monteith, Heather Morris, Chord Overstreet, Mark Salling y Harry Shum, Jr. y los cuatro productores ejecutivos de la serie, Ryan Murphy, Falchuk, Ian Brennan y Dante Di Loreto, acudieron a una rueda de prensa en el exterior del Teatro Gershwin, donde el alcalde de Nueva York, Michael Bloomberg, les dio la bienvenida a la ciudad. Poco después, Lea Michele y Chris Colfer filmaron una escena dentro del teatro en la que interpretaron «For Good». Al día siguiente, el reparto filmó otra secuencia para «New York, New York/I Love New York» en Poets' Walk Park y más tarde en Lincoln Center.

## Recepción

### Audiencia
"Nueva York" se emitió el 24 de mayo de 2011 en los Estados Unidos por Fox. Se obtuvo un 4.6/11 Nielsen ratings lo que permitió en la demográfica 18-49, y recibió 11.80 millones de espectadores estadounidenses durante su emisión inicial."Funeral", fue visto por 8,97 millones los espectadores estadounidenses y adquirió una calificación de 3.6/10 / dentro de la franja demográfica de 18 a 49. El episodio fue el programa con más secuencias con guion de la semana entre todos los espectadores.
El episodio en Canadá, también se transmitió el 24 de mayo de 2011, con una audiencia 1,77 millones de espectadores. Fue el séptimo programa más visto de la semana, y ocupó el doble de "Funeral", que fue visto por 1,58 millones de espectadores. En el Reino Unido, el episodio fue emitido el 13 de junio de 2011, y fue visto por 2,61 millones de espectadores (2,03 millones de espectadores en E4, y 573.000 en E4 +1). Fue el programa más visto en el cable para la semana, y la audiencia volvió a aumentar en "Funeral", que fue visto por 2,19 millones de espectadores. En Australia, "Nueva York", transmitido el 15 de junio de 2011, y fue visto por 987.000 espectadores, lo que hizo Glee el décimo programa más visto de la noche. El episodio "Funeral", fue visto por 1,07 millones de espectadores y ocupa el séptimo lugar.

### Críticas
"Nueva York" fue recibida con críticas mixtas por muchos críticos. Erica Futterman de Rolling Stone escribió: "En realidad no nos esperamos que Nuevas Direcciones ganara las nacionales, pero en el episodio sentimos como que iba a través de los movimientos en lugar de aprovechar la oportunidad de hacer algo realmente espectacular". Todd VanDerWerff de The AV Club llama el episodio "un buen fragmento de la televisión", y le dio un "B +". Dijo que "no era tan bueno" como el capítulo final de la primera temporada, "Journey to the Regionals", "en gran parte porque no perdió mucho tiempo en actuaciones diseñadas exclusivamente para mostrar cómo el espectáculo fue hecho en Nueva York y también porque pidió prestado muchos secciones escenicass de ese episodio sin encontrar nada remotamente tan poderoso como el desempeño de 'Bohemian Rhapsody'". Robert Canning de IGN dio a "New York" una "A" calificándolo de 7,5 sobre 10 y declaró, "aunque no es tan épica como los Nacionales en New York debería haber sido un digno cierre a una temporada agradable". Meghan Brown The Atlantic dijo que el episodio fue "un fina irregular para una temporada irregular, con una algunos números dispares, resoluciones extrañas".
Varias tramas del episodio se destacaron por sus rarezas. La llegada de Nuevas direcciones en Nueva York sin que sus canciones ya preparada recibió una condena generalizada, incluyendo desde VanDerWerff a Hankinson de Houston Chronicle llevó a Brown a escribir, "no hay absolutamente ninguna creación en el que se tenga sentido. Todo era tan lógico y erróneo". La noción de que Rachel no sabría que el musical Cats había estado cerrado once años con anterioridad fue ridiculizado por Brown y Amy Reiter, de Los Angeles Times, Sobre el encuentro de Rachel y Kurt fue aclamada "la única pareja amistosa y segura en la ciudad de Nueva York" por parte de Anthony Benigno de The Faster Times y Sandra González de la revista Entertainment Weekly  fue algo "gracioso". Varios críticos se sintieron decepcionados en Quinn por sus planes villanos para New York en "Funeral" no llegó a nada, incluyendo Benigno, quien llamó a su propia idea de un "complot disparatado", a pesar de que le atribuye la escena de Agron como un "gran trabajo, perdido en un gran personaje", los sentimientos se hacen eco en VanDerWerff y James Poniewozik de The Time  Terron R. Moore de Ology.com le dio al episodio una "C +", y opinó que Rachel reniega de su amor por Finn: "el hecho de que nada de esto sucedió y el hecho de que sabemos que nada de esto le ha pasado alguna vez es solo otro problema que tengo con el espectáculo. Espero que la próxima temporada, 1en realidad crezca a la par". En el desempeño del final de "Pretender", Poniewozik dijo: "No puede ser que se dediquen en Finn y Rachel, pero en el momento sorprendente donde el público desapareció en el medio de su beso me hizo sentir como si yo estuviera ahí". Benigno llamó el momento "impresionante", y VanDerWerff también se mostró satisfecho.
Aquellos encuestados destacan el segmento final de la serie. Poniewozik escribió que el episodio "hizo un muy buen trabajo de manipulación de su epílogo, en el que New Directions tenían sus esperanzas caídas,-en el regresó a Lima-y encontró que fue una experiencia bastante impresionante independientemente. La conexión de Britany y Santana, una breve escena me recordó lo lejos que ambos personajes han llegado esta temporada. Kurt no consiguió el campeonato, pero tiene a Blaine, y él tiene una idea de lo que la vida puede ser como para él después de la graduación". Canning dijo que era un "buen desenlace, poniendo a todos en paz por haber fallado en alcanzar el primer lugar en las Nacionales y conseguir sus esperanzas para el próximo año". Hankinson acredita Britany con algunas de las líneas más divertidas en el episodio, así como la escena más importante en el epílogo con Santana-y quedó impresionado con su canto principal.

### Música y actuación
Durante el rodaje del episodio en Nueva York, los miembros del reparto filmaron escenas en las que interpretaban «For Good», del musical Wicked, y una mezcla de «New York, New York» y «I Love New York», de la película New York, New York y la cantante Madonna, respectivamente. Matthew Morrison, quien interpreta a Will Schuester en la serie, cantará «Still Got Tonight», el sencillo de su primer álbum de estudio en solitario compuesto por Kris Allen, Andrew Frampton y Steve Kipner. Originalmente, la escena había sido planeada como un gran número de baile, pero finalmente fue sustituida por otra, dirigida por Ryan Murphy, en la que Morrison canta en el escenario de un teatro vacío. El tema original «Light Up the World» fue estrenado en la página web de Ryan Seacrest el 10 de mayo de 2011. Será cantado por New Directions en el concurso nacional y en él destacan las voces de Santana Lopez (Naya Rivera), Artie Abrams (Kevin McHale), Brittany S. Pierce (Heather Morris), Finn Hudson (Cory Monteith) y Rachel Berry (Lea Michele).
Las actuaciones musicales recibieron una reacción mixta por parte de los críticos, tanto en conjunto como individualmente. Poniewozik dijo que las canciones «en su mayoría parecían relleno, sin nada que ofreciera una fuerte conexión o contraste con la historia». VanDerWerff dijo que la música era su elemento menos favorito del episodio, y sólo elogió «Bella Notte». Benigno calificó la canción original de Brittany, «My Cup», de «ligera y divertida» Kubicek la describió como «otra canción original brillantemente absurda» y Canning dijo que era «hilarante». [Kubicek la definió como «otra canción original brillantemente absurda», y Canning dijo que era una «actuación divertidísima». Brett Berk, de Vanity Fair, afirmó que era «increíblemente horrible», pero le dio tres estrellas de cinco.
La mezcla de «I Love New York» y «New York, New York» fue típica del abanico de reacciones que recibieron las canciones. Benigno le dio una «C» y se preguntó si era malo que «pensara que era una canción de broma antes de darse cuenta de que era un mash-up»[22] González le dio una “B” y dijo que «no era [su] favorita». Futterman la calificó de «mash-up contagioso y rápido» y Hankinson la incluyó entre sus cuatro canciones favoritas del episodio, aunque Kubicek dijo que la interpretación en pantalla «haría que cualquier neoyorquino de verdad quisiera darles una patada [a New Directions] en la espinilla».
La mayoría de los críticos criticaron duramente la inclusión de «Still Got Tonight» de Morrison, el segundo sencillo de su álbum en solitario. VanDerWerff la calificó de «demasiado autoindulgente» y Kubicek de «autopromoción desvergonzada». González dijo que la canción «no está mal» y le dio un notable, mientras que Benigno fue más generoso con un notable alto, a pesar de que creía que no pertenecía al episodio. Futterman la calificó de «melodía pop de sonido genérico». El uso de «Bella Notte», por el contrario, fue generalmente aprobado, aunque Kubicek pensó que era «un poco raro que no estuvieran realmente allí», y Berk le dio a ambos dos estrellas sobre cinco debido únicamente a los «cantantes espectrales». [VanDerWerff opinó que la canción estaba «bien interpretada», y Benigno le dio un notable alto; su opinión fue muy distinta a la de Kubicek, ya que le pareció divertidísima la aparición imaginaria de los miembros masculinos del club.
Aunque muchos críticos consideraron improbable en extremo que Kurt y Rachel pudieran subir al escenario de un teatro de Broadway, la mayoría estaba dispuesta a suspender la incredulidad y disfrutar de su dueto de «For Good». Futterman escribió que la actuación "cerró el círculo desde el drama de la primera temporada cuando cantaron “Defying Gravity”. Es una canción apropiada para la amistad y Kurt y Rachel lo clavan. Raymund Flandez, del Wall Street Journal, la describió como »tan sublime que podría haber encajado fácilmente en la versión del reparto del CD del musical". Aunque Benigno deseaba que la canción hubiera empezado antes con la armonía a dos voces, le dio un sobresaliente y la calificó de «jodidamente encantadora». Entre los comentarios menos favorables, VanDerWerff opinó que la canción en sí era «bastante floja».
La canción «Yeah!» de Usher, interpretada por un grupo femenino a capela anónimo, recibió opiniones diversas. Aly Semigran, de MTV, dijo que el grupo había «clavado» la canción, pero Benigno consideró que el tema y los intérpretes eran molestos y le dio un suspenso. Futterman señaló que «el arreglo es plano y el baile exagerado», y Hankinson calificó esta canción y la de Vocal Adrenaline, «As Long As You're There», de «mediocres». Esta última canción también cosechó opiniones divergentes, desde la de Kubicek, «ni divertida ni interesante», hasta la de González, que la calificó con un «A+», su mejor nota del programa. Futterman escribió que Sunshine manejó su balada con «maestría y una facilidad increíble».
Las dos canciones originales cantadas por New Directions fueron calificadas de excelentes a pésimas. Benigno calificó cada canción con un notable alto; el dueto «Pretending» le pareció “encantador”. Lo mejor que escribió Kubicek fue que la letra parecía «escrita por un adolescente enamorado», y «Light Up the World» le pareció un «desastre» Berk fue aún más duro: Cuando el programa tiene carta blanca para acceder a todas las canciones increíbles de la historia de la música popular, hay algo terriblemente humillante en ver a los chicos cantar esta mierda de canción como final, y hacerlo con una convicción tan desesperada".« González calificó »Light Up the World« con un notable alto, pero dijo que sonaba »demasiado« parecida a »Loser Like Me«, y mientras Benigno pensaba que tenía mejor melodía que “Loser” y también hacía »un uso mucho mejor de los Gleeks en su conjunto«, criticó el estribillo por su similitud con »Let It Rock" de Kevin Rudolf. Semigran dijo que era una «canción pop edificante, aunque algo deslucida», sin embargo Hankinson la calificó como su número favorito del episodio.

## Comercialización
Tres canciones originales y dos versiones que se presentaron en el episodio debutó en numerosas listas de éxitos musicales. Las dos canciones originales cantadas por el elenco principal de Glee hicieron todo lo posible, con "Light Up the World" debutando en el número treinta y tres en el Billboard Hot 100, sobre un tema de fecha de 11 de junio de 2011. Se vendieron 86.000 copias en los Estados Unidos en su primera semana desde su lanzamiento como sencillo descargables, y "Pretending" fue en el cuadragésimo, con 79.000 vendidos. El tercer sencillo, una versión de "For Good" de Wicked, trazado en el número cincuenta y ocho, y la otra cubierta, el mash-up "I Love New York / New York, New York", debutó en el número ochenta y uno. La canción original en tercer lugar, "As Long As You're There", cantada por Charice, era el número noventa y tres. En el Top 100 de Canadá, "Light Up the World" debutó en el número veintiséis, "Pretending" en el número cuarenta, "For Good" en el número setenta y nueve, y "I Love New York / New York, New York" en el número ochenta y uno.
De las nueve canciones que se hicieron en el episodio, cuatro aparecieron en la banda sonora octavo de la serie, Glee: The Music, Volumen 6: las tres canciones originales, "Light Up the World", "Pretending", y "Como siempre y cuando esté allí ", además de la portada de la "Bella Notte". El álbum fue lanzado el día antes de la emisión del episodio, y debutó en el número cuatro en los EE. UU. Billboard 200 y número uno en el Billboard sonoras gráfico. Se vendieron 80.000 copias en su primera semana,, que fue el segundo más bajo en ventas de apertura en cifras en ventas de un comunicado de Glee al lado de Glee: The Music, The Rocky Horror Glee Show, e inferior a los 86.000 vendidos de Glee: The Music Presents the Warblers en su primera semana del mes anterior.
. El álbum fue también en el número cuatro en el Billboard Canadian Albums.